# Guillaume LeBlanc
Guillaume LeBlanc (Sept-Îles, 14 de abril de 1962) es un atleta canadiense especializado en marcha atlética. 
En 1982 participó en los Juegos de la Commonwealth celebrados en la ciudad australiana de Brisbane, donde consiguió la medalla de bronce en los 30 km marcha.
En año más tarde terminó octavo en el Campeonato Mundial de Atletismo en los 20 km y ese mismo año se alzó con el oro por el primer puesto conseguido en la Universiada.
LeBlanc ha participado en tres Juegos Olímpicos consecutivos, concretamente en los de los años 1984, 1988 y 1992.
En los Juegos Olímpicos de Los Ángeles de 1984 participó tanto en los 20 como en los 50 km marcha. En los 20 km terminó en cuarto puesto, consiguiendo un diploma olímpico. En los 50 km no pudo terminar la prueba.
Su segunda participación fue en los Juegos Olímpicos de Seúl de 1988, en los 20 km, finalizando en décima posición.
Finalmente, en los Juegos Olímpicos de Barcelona de 1992 de nuevo participó tanto en los 20 como en los 50 km marcha. En los 20 km consiguió la medalla de plata. En los 50 km fue descalificado.
Tras retirarse del atletismo cambió su actividad deportiva por la de entrenador de fútbol infantil, actividad que compagina con su trabajo en la empresa Bell Canadá.
El centro deportivo de la ciudad de Rimouski fue bautizado en su honor como Complexe sportif Guillaume-Leblanc.
| Mejores marcas personales | Mejores marcas personales | Mejores marcas personales  | Mejores marcas personales |
| Distancia                 | Tiempo                    | Lugar                      | Fecha                     |
| ------------------------- | ------------------------- | -------------------------- | ------------------------- |
| 5.000 m. PC               | 18:53.25                  | Nueva York, Estados Unidos | 26 de febrero de 1988     |
| 10.000 m.                 | 39:26.02                  | Gateshead, Reino Unido     | 29 de junio de 1990       |
| 20 km.                    | 1h:21:13                  | St. Leonard, Canadá        | 5 de octubre de 1986      |
| 30.000 m.                 | 2h:04:55.7                | Sept-Îles, Canadá          | 16 de septiembre de 1990  |
| 30 km.                    | 2h:04:56                  | Sept-Îles, Canadá          | 16 de junio de 1990       |
| 50 km.                    | 3h:56:46                  |                            | 1992                      |
| PC - Pista Cubierta       |                           |                            |                           |